# Rae Lil Black
 (juin 2025).
Nuray Istiqbal (née Asakura Kae le 17 août 1996), et connue sous son ancien nom de scène Rae Lil Black, est une mannequin japonaise, une influenceuse et une ancienne actrice pornographique.
Elle a également créé du contenu sur diverses plateformes, notamment YouTube, TikTok et Instagram, où elle partage du contenu de jeu et des vlogs.

## Carrière
Asakura a commencé sa carrière dans l'industrie du cinéma pour adultes à 20 ans. Sa première vidéo hardcore est sortie en 2018 et a attiré une attention considérable, atteignant des millions de vues sur Pornhub au cours de sa première semaine,.
En 2019, elle a reçu deux nominations aux 2e Pornhub Awards, et au cours de sa carrière elle a obtenu d'autres nominations lors de diverses cérémonies de l'industrie, notamment les XBIZ Awards et les AVN Awards. En 2020, AVN l'a classée parmi les 30 modèles les plus populaires sur Pornhub, et 18e en 2022,. Entre 2020 et 2024, elle a joué dans huit films produits par Vixen Media Group. Malgré sa reconnaissance, elle a conservé une filmographie limitée, avec moins de 60 scènes professionnelles sur cinq ans.
Elle est apparue comme personnage jouable dans Heavy Metal Babes, un jeu de rôle au tour par tour publié par Nutaku. En plus de sa carrière dans le cinéma pour adultes, elle est apparue comme mannequin non pornographique sur la couverture du 25e numéro du magazine Richardson.
Après s'être éloignée des films pour adultes, elle s'est tournée vers la création de contenu sur des plateformes comme YouTube, TikTok, Instagram et Twitch, en se concentrant sur les jeux, les voyages et le contenu ASMR mukbang.
En novembre 2023, elle a donné une conférence TEDx à Bangkok, en Thaïlande. En octobre 2024, elle a publié des vidéos sur TikTok où elle apparaissait portant un hijab. En février 2025, elle a participé au Sneaker Con Southeast Asia, qui s'est tenu au Marina Bay Sands Expo à Singapour.
Début 2025, Asakura a annoncé publiquement sa conversion à l'islam, supprimant le contenu pour adultes de ses comptes de réseaux sociaux. Suite à cela, le Toronto Sun a rapporté qu'elle avait connu une diminution de ses abonnés.

## Vie personnelle
Istiqbal est née Asakura Kae à Osaka, au Japon, le 17 août 1996,. Après un séjour en Thaïlande en 2023, elle prend le nom thaïlandais Raewadee.
En mars 2025, Istiqbal a annoncé publiquement sa conversion à l'islam à la suite d'une visite en Malaisie en 2024, où elle aurait été profondément influencée par la culture et l'environnement religieux, en particulier à Kuala Lumpur,,. Elle a également changé son nom en Nuray Istiqbal. Sa conversion a suscité des réactions mitigées de la part des internautes, allant du soutien des communautés musulmanes au scepticisme de certains fans.
Depuis sa conversion, elle a exprimé son intérêt à en apprendre davantage sur les pratiques islamiques et a parfois partagé des aspects de son parcours sur les réseaux sociaux,,. Dans les interviews, elle a souligné son engagement envers la croissance personnelle et son éloignement de sa carrière passée.

## Récompenses
| Année | Ceremonie          | Categorie                                  | Resultat | Référence |
| ----- | ------------------ | ------------------------------------------ | -------- | --------- |
| 2019  | 2nd Pornhub Awards | Most Popular Verified Professional Model   | Nommée   | [ 4 ]     |
| 2019  | 2nd Pornhub Awards | Top Blowjob Performer                      | Nommée   | [ 4 ]     |
| 2020  | XBIZ Awards        | Female Clip Artist of the Year             | Nommée   | [ 5 ]     |
| 2020  | XBIZ Cam Awards    | Best Female Clip Artist                    | Nommée   | [ 17 ]    |
| 2020  | 3rd Pornhub Awards | Blowjob Queen: Top Blowjob Performer       | Nommée   | [ 18 ]    |
| 2021  | 38th AVN Awards    | Best New Foreign Starlet                   | Nommée   | [ 3 ]     |
| 2021  | GayVN Awards       | Best Bi Sex Scene                          | Nommée   | [ 19 ]    |
| 2022  | 4th Pornhub Awards | Top Blowjob Performer                      | Nommée   | [ 20 ]    |
| 2023  | 40th AVN Awards    | Best International Male/Female Sex Scene   | Nommée   | [ 21 ]    |
| 2023  | 40th AVN Awards    | International Female Performer of the Year | Nommée   | [ 21 ]    |
| 2023  | 40th AVN Awards    | Most Outrageous Sex Scene                  | Nommée   | [ 21 ]    |
| 2024  | 41st AVN Awards    | Best International All-Girl Sex Scene      | Nommée   | [ 22 ]    |
| 2024  | 41st AVN Awards    | Best International Boy/Girl Sex Scene      | Nommée   | [ 22 ]    |